# Радомеж (Нижньосілезьке воєводство)
Радомеж (пол. Radomierz) — село в Польщі, у гміні Яновиці-Великі Єленьоґурського повіту Нижньосілезького воєводства.
Населення — 488 осіб (2011).
У 1975-1998 роках село належало до Єленьоґурського воєводства.

## Демографія
Демографічна структура станом на 31 березня 2011 року:
|          | Загалом | Допрацездатний вік | Працездатний вік | Постпрацездатний вік |
| -------- | ------- | ------------------ | ---------------- | -------------------- |
| Чоловіки | 252     | 39                 | 197              | 16                   |
| Жінки    | 236     | 38                 | 147              | 51                   |
| Разом    | 488     | 77                 | 344              | 67                   |